# Throwdown
Throwdown — американський металкор-гурт з міста Орандж штат Каліфорнія.

## Історія
Група була створена у 1997 році, в цей час вони випускають свій дебютний альбом. У 1998 вийшов у світ їх повноцінний альбом Beyond Repair — результат співпраці групи і звукозаписної студії Indecision Records. Після запису альбому з групи йде гітарист Ван Хусс і його місце займає Брандан Счіеппаті. У перебігу року група записує сингл «Drive Me Dead» після якого йде Брандан Счіеппаті. Його змінює Дейв Петерс.
У 2000 році вони приступають до запису другого альбому You Dont Have To Be Blood To Be Family. Вони так само записують кавер-версію на пісню «Baby Got Back» групи Sir Mix-a-Lot.
Наступною сходинкою для Throwdown стає альбом Haymaker, після якого кількість фанатів значно збільшується. Група отримує запрошення на Ozzfest у 2004 році.
На наступних альбомах (Venom & Tears (2007), Deathless (2009) і Intolerance (2014)) Throwdown все більше зміщуються у бік грув-метала в дусі Pantera.

## Учасники
- Марк Мітчелл — гітари (2000—2002), вокал (2002-теперішній час)
- Дейв Пітерс — бас (2007-теперішній час)

### Колишні учасники
- Хав'єр Ван Гус — бас (1997—1998)
- Марк Джексон — ударні, перкусія (1997—2002), гітара (2004)
- Кейт Барні — вокал (1997—2002), гітари (2002—2004)
- Томмі Лов — гітари (1997—2004)
- Дом Макалузо — гітари (1997—1998), бас (1998—2005)
- Брандан Счіеппаті — гітари (1998—2000)
- Метт Ментлей — гітари (2004—2005), бас (2005—2007)
- Марк Чоінієре — гітари (2005—2011)
- Бен Дюссо — барабани, перкусія (2004—2008)

## Дискографія

### Студійні альбоми
- Beyond Repair (1999)
- You Don't Have to Be Blood to Be Family (2001)
- Haymaker (2003)
- Vendetta (2005)
- Venom & Tears (2007)
- Deathless (2009)
- Intolerance (2014)

### Мініальбоми
- Throwdown (1997)
- Drive Me Dead  (2000)
- Throwdown / Good Clean Fun (2000)
- Face the Mirror (2002)
- Americana / Planets Collide (2007)
- Covered in Venom and Tears (2007)